# 브라더스 (드라마)
브라더스(Brothers)는 후지TV 계열에서 1998년 4월 13일부터 6월 29일까지 방송된 드라마이다. 총 12회, 월요일 9시에 방송 되었다. 첫회와 최종회는 20분 확대 스페셜로 방송되었고 평균시청률 17.9%, 최고시청률은 24.3%를 기록하였다.

### 출연
- 후지와라 신진 - 나카이 마사히로
- 핫토리 나나 - 기무라 요시노
- 후지와라 신분 - 키시타니 고로
- 후지와라 신유 - 이마이 츠바사
- 후지와라 신가쿠 - 하라다 요시오
- 미시마 레이코 - 이토 유코

## 스텝
- 각본 - 하시베 아츠코, 카네코 아리사
- 연출 - 나가야마 코조, 사와다 켄사쿠, 미즈타 나리히데

## 주제가
- 다이세츠(소중함) - SMAP

## 부제•시청률
| 에피소드                                       | 방송일        | 제목                                     | 시청률 |
| ---------------------------------------------- | ------------- | ---------------------------------------- | ------ |
| 제1화                                          | 1998年4月13日 | 달콤한 사랑의 예감...스님도 키스는 한다! | 24.3%  |
| 제2화                                          | 1998年4月20日 | 사모하는 연심, 삼각관계의 시작           | 18.8%  |
| 제3화                                          | 1998年4月27日 | 깊어지는 끈, 우리가 지켜준다             | 18.2%  |
| 제4화                                          | 1998年5月4日  | 어긋나는 슬픔, 충돌의 시작               | 17.8%  |
| 제5화                                          | 1998年5月11日 | 결단의 시간, 인생에 if는 없다            | 16.6%  |
| 제6화                                          | 1998年5月18日 | 스님 같은 건 그만두겠어!충격의 슬픈 사실 | 17.3%  |
| 제7화                                          | 1998年5月25日 | 출생의 비밀, 안타까운 입맞춤             | 15.7%  |
| 제8화                                          | 1998年6月1日  | 안고서                                   | 16.5%  |
| 제9화                                          | 1998年6月8日  | 헤어짐                                   | 17.5%  |
| 제10화                                         | 1998年6月15日 | 마지막 밤, 이제 어디에도 가지마          | 17.4%  |
| 제11화                                         | 1998年6月22日 | 가정붕괴                                 | 16.6%  |
| 최종화                                         | 1998年6月29日 | 눈물의 키스.. 이별은 슬픈 것이 아냐      | 18.4%  |
| 평균시청률 17.9%(간토 지방·비디오 리서치 조사) |               |                                          |        |